# Пригородная улица (Петергоф)
При́городная у́лица — улица в городе Петергофе Петродворцового района Санкт-Петербурга. Проходит параллельно Цветочной улице до Гостилицкого шоссе.
Название возникло в 1930-х годах. Связано с тем, что это была последняя улица поселка Заветное в западном направлении.
Первоначально Пригородная улица шла от Балтийской железнодорожной линии до Гостилицкого шоссе. Участок от железной дороги до Ботанической улицы был упразднен в конце 1970-х годов. При этом фрагмент от железной дороги до улицы Первого Мая сохранился (его планируется включить в состав Ректорского проезда), а остальное вошло в состав территории химического факультета Ленинградского университета (ныне СПбГУ).
Участок южнее Ботанической улицы исчез в конце 1980-х годов при строительстве комплекса общежитий ЛГУ, а официально был упразднен 8 октября 2007 года. Тем не менее, согласно проекту планировки, Пригородную улицу вновь планируется продлить до Ботанической улицы, но по восточной границе комплекса общежитий.
Нумерация домов на Пригородной улицы начинается с номера 144. На нечетной стороне застройки нет.

## Перекрёстки
- Широкая улица
- Гостилицкое шоссе